# Collectifs unitaires
Les Collectifs unitaires — officiellement intitulés Collectif national d’initiative pour un rassemblement antilibéral de gauche et des candidatures communes mais aussi appelés Collectif d'initiative unitaire national — sont une structure politique française.
L’entité est issue de l'appel du 11 mai 2006 (« Pour un rassemblement antilibéral de gauche et des candidatures communes : il y a urgence »), qui est en relation avec les collectifs du 29 mai (pour le « non » de gauche au référendum français sur le traité établissant une Constitution pour l'Europe).
Les collectifs ne parviennent pas à désigner un candidat commun à l’élection présidentielle de 2007, Marie-George Buffet (PCF) et José Bové (divers gauche écologique) s’en revendiquant tous deux. Le mouvement disparaît peu après.

## Fondation
Après la victoire en France du non au référendum du 29 mai 2005 sur le Traité constitutionnel européen, plusieurs personnes et organisations politiques ont souhaité continuer l'expérience unitaire du « non de gauche pro-européen et antilibéral » (incarné notamment par les collectifs du 29 mai et par le mouvement contre la directive Bolkestein).
Cette volonté, manifestée dans l'appel du 22 novembre 2005 (« Appel pour des candidatures unitaires en 2007 et 2008 ») a été confortée par le mouvement anti-CPE, dans lequel se sont impliquées les organisations signataires du premier appel. Un second appel a donc été signé le 11 mai 2006, créant le Collectif national d’initiative pour un rassemblement anti-libéral de gauche et des candidatures communes, chargé de coordonner les collectifs locaux existant et d'en créer de nouveaux.
Environ 800 collectifs locaux se sont constitués, qui se donnent pour but d'organiser des mobilisations citoyennes larges, un projet basé sur la « charte anti-libérale » et des candidatures en vue des prochaines élections présidentielle et législatives françaises de 2007.

## Charte
La charte antilibérale, qui est accompagné d'une déclaration, est composé de constats, de propositions et de valeurs pour faire suite au « Non de gauche au Traité constitutionnel européen » et proposer des alternatives au néolibéralisme.
Elle a été adoptée par les Collectifs du 29 mai, et a été un événement dans la période. Le manque de propositions a été un reproche fait aux partisans du "non". De plus, le manque de travail unitaire a trop longtemps divisé des associations, des partis, des citoyens et des syndicats, qui se sont donc réunis pour concevoir une base commune.
Cette charte a été conçue pour être modifiée et évoluer au cours du temps, par tous ceux qui le souhaitaient sur le site. Les propositions de modifications et les amendements ont été intégrés au cours d'assises nationales composées de membres des Collectifs locaux du 29 mai, pour donner une version définitive.

## Composition
Ces collectifs sont formés de citoyens indépendants et de membres de divers partis et associations. Parmi ces organisations, on trouve notamment celles qui ont signé l'appel du 11 mai :
- Les Alternatifs
- Collectif pour l'écodéveloppement
- Convergence citoyenne
- Gauche républicaine
- Mouvement pour une alternative républicaine et sociale
- Parti communiste français

Les comités comptaient aussi des membres de :
- ATTAC
- Fondation Copernic (dont son président, Yves Salesse)
- Pour la République sociale
- Une partie des Verts (Alter Ekolo)
- Certains courants minoritaires (plateformes 3 et 4) de la Ligue communiste révolutionnaire
- Des syndicalistes de la CGT, de la Fédération syndicale unitaire ou de SUD
- Des altermondialistes.

## Déroulement
Le 10 septembre 2006, au cours d'une réunion nationale, un texte commun intitulé « Ambition-stratégie-candidatures », chargé de préciser les projets et stratégies a été adopté, ainsi qu'un calendrier.
Les 14 et 15 octobre 2006 s'est tenue une réunion nationale de travail sur le programme « Ce que nous voulons ».
Le candidat du mouvement à l'élection présidentielle devait être choisi lors de la réunion nationale du 9 et 10 décembre à Saint-Ouen. En préparation de cette réunion, des débats ont eu lieu dans les collectifs locaux. À noter que José Bové ayant retiré sa candidature au cours de ce processus, celle-ci n'a pas été débattue dans tous les collectifs. En l'absence de procédure commune, chaque collectif a procédé à sa manière : certains ont choisi un vote simple (247 collectifs sur 625), d'autres un vote par liste préférentielle (235), complète ou partielle, d'autres par consensus (97), d'autres enfin, considérant que tout vote mènerait à opposer une majorité à une minorité (ce qui serait contraire au principe du consensus), ont préféré envoyer un compte rendu qualitatif des débats, sans données "comptables" (46 collectifs).
Dans ces conditions, il est difficile de résumer tous ces débats, plusieurs synthèses ont été établies,,. Toutes ces synthèses mettaient Marie-George Buffet en tête, suivie de Yves Salesse et de Clémentine Autain, bien que les proportions diffèrent fortement selon les analyses, et surtout selon les modalités choisies par les collectifs. Ainsi, si Marie-George Buffet est en tête dans 76 % des collectifs ayant choisi le vote proportionnel (12 % pour Autain et 8 pour Salesse) et 69 % de ceux qui ont choisi le consensus (resp. 17 % et 14), elle n'est placée en premier choix que par 48 % de ceux qui ont choisi un vote préférentiel (resp. 23 % et 26).
Une réunion du collectif national a eu lieu le 12 décembre pour tenter de sortir de l'impasse, mais elle n'a pas permis d'atteindre un consensus selon les modalités retenues (double consensus, dans les collectifs et dans les organisations). À la suite de cette réunion, il a été décidé de redonner la parole aux collectifs locaux pour réfléchir à une solution et une méthode de désignation de la candidature commune.
Le 19 décembre, lors d'une nouvelle réunion du collectif national, une candidature de Francis Wurtz a été avancée par plusieurs organisations : si deux organisations (la Gauche républicaine et le MARS) ont donné leur accord, trois autres (Alter Ekolo, les Objecteurs de croissance et PRS) l'ont refusée tandis que les autres n'ont pas exprimé d'avis clair. Francis Wurtz a lui refusé cette candidature, estimant qu'elle n'était pas pertinente puisqu'elle ne permettait pas d'obtenir un accord et qu'elle était présentée pour s'opposer à la candidature de Marie-George Buffet, qu'il soutient.
Le 20 décembre, les adhérents communistes confirment à nouveau (à 81,05 %) la candidature de Marie-George Buffet. Le 22, elle officialise cette candidature, arguant d'une urgence d'entrer en campagne et de l'absence de consensus sur une candidature au sein du Collectif, et appelle les autres composantes à s'y associer, s'appuyant sur la majorité obtenue lors des consultations des collectifs.
La plupart des autres composantes ont considéré que Marie-George Buffet était candidate du seul Parti communiste et que, de fait, le PCF avait choisi de sortir de la démarche unitaire. Ils ont convoqué une réunion nationale les 20 et 21 janvier.
Lors de cette réunion, des délégués de 300 collectifs ont applaudi la déclaration de candidature de José Bové, qui l'a annoncée officiellement le 1er février.
Les partisans de José Bové considèrent que sa candidature est la dernière chance de l'unité. Celui-ci explique ainsi que son objectif est, même à ce moment tardif, de mettre en place une campagne collective. Il appelle Buffet et Besancenot à l'y rejoindre. La candidature a été soutenue par une pétition de parrainage citoyen de plus de 40 000 signatures et se lance désormais dans la recherche des 500 signatures d'élus nécessaires pour se présenter.
Yves Salesse, Claude Debons et Clémentine Autain ont exprimé leur réticence face à une division supplémentaire, tandis que le PCF a dénoncé cette désignation par une minorité de collectifs (lors de la réunion du 9 et 10 décembre, près de 800 collectifs étaient représentés). Le PCF a également rappelé qu'un grand nombre de collectifs s'était rallié à la candidature de Marie-George Buffet.
Le collectif unitaire national a de plus rappelé que José Bové n'était pas le candidat des collectifs et du rassemblement antilibéral, pas plus que Marie-George Buffet.
Deux candidats issus des collectifs antilibéraux (et signataires de l'appel du 10 mai) sont donc représentés : José Bové et Marie-George Buffet. Cependant, aucun des deux n'a été investi par les collectifs.

## Élection présidentielle de 2007

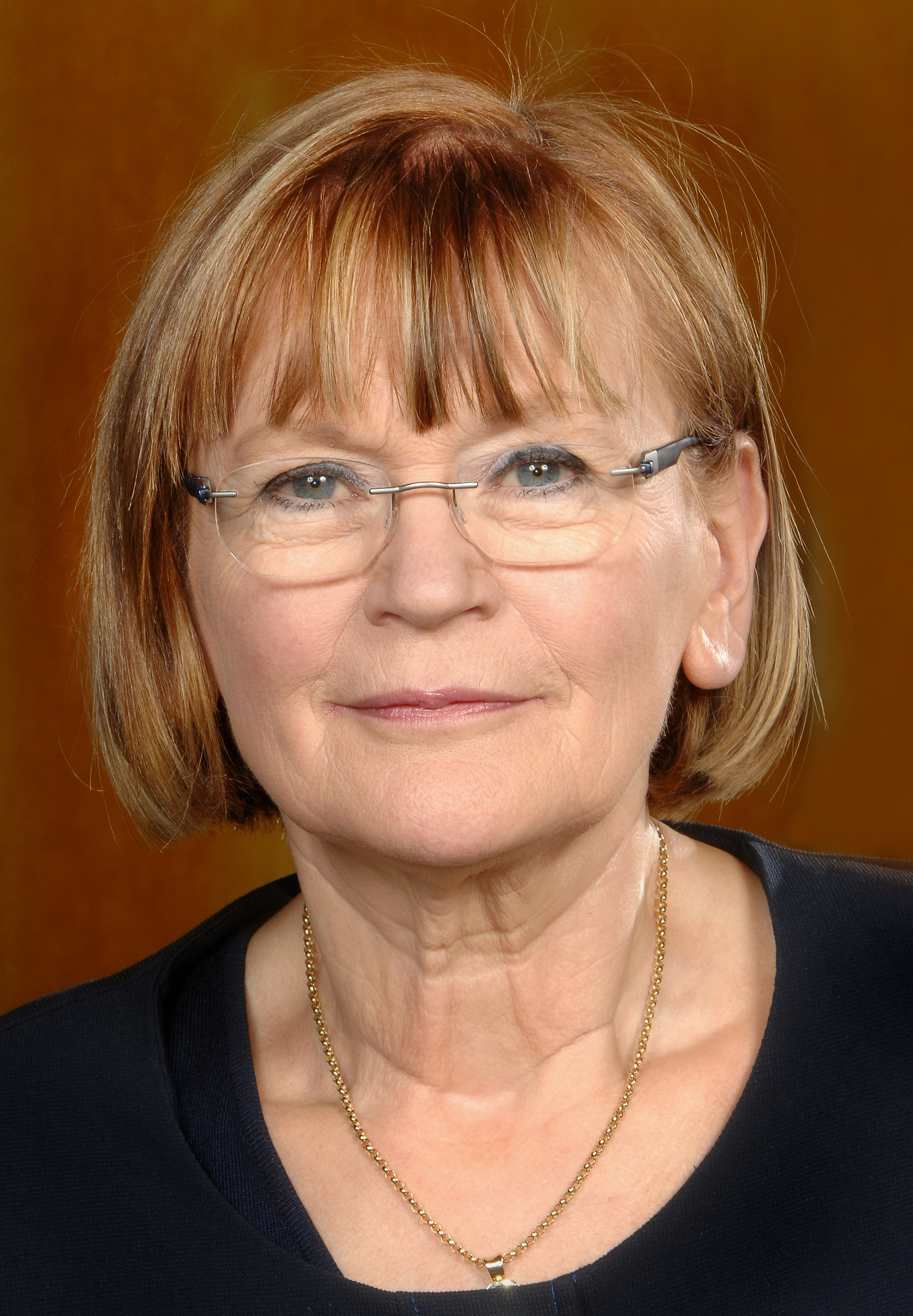
Marie-George Buffet.

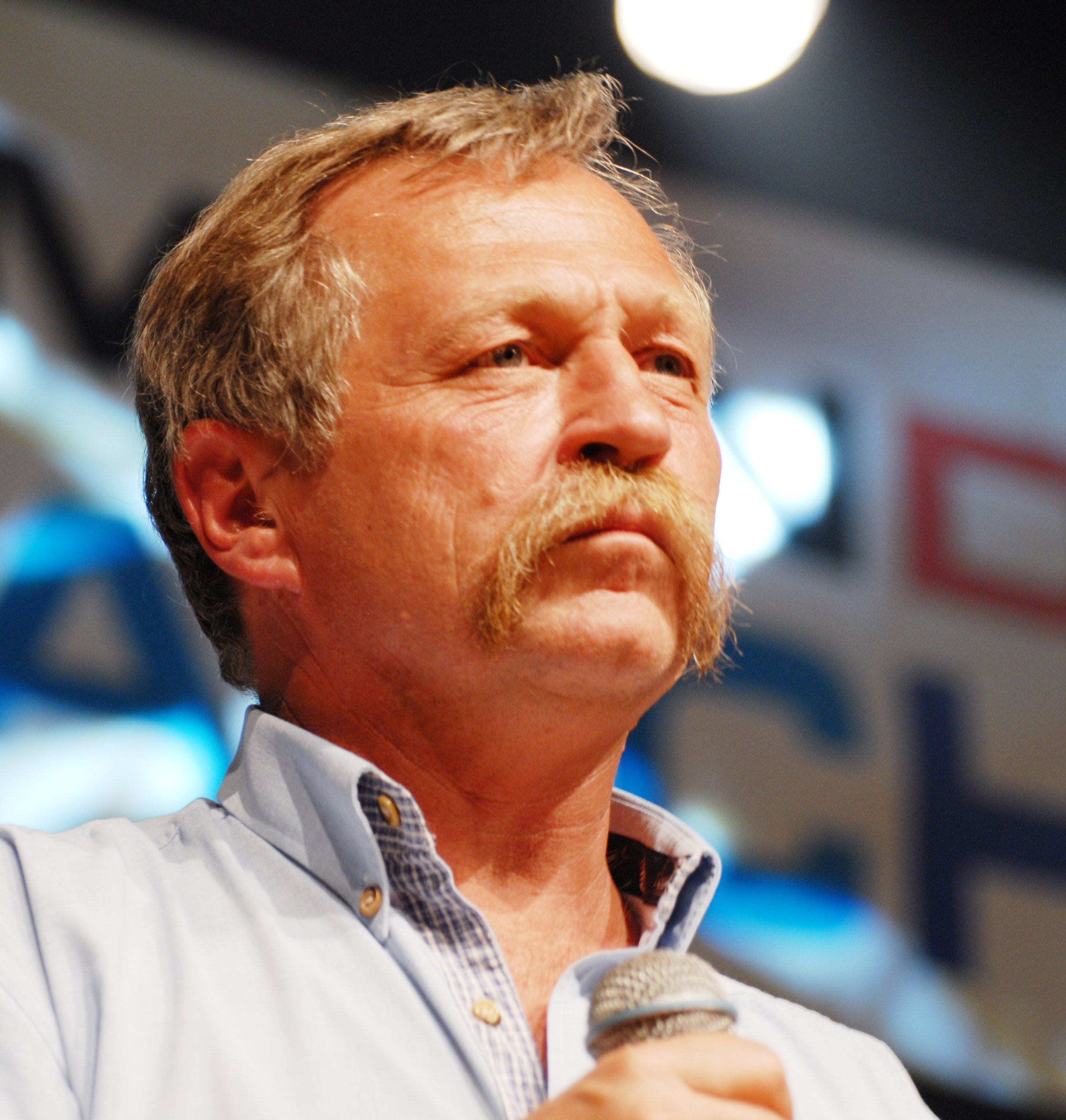
José Bové.

Un débat traverse la gauche antilibérale et radicale (PCF, LCR, Les Alternatifs, MARS, CNGR/AGR, PRS, une partie des Verts, militants sans étiquette issus du syndicalisme ou de l’altermondialisme, etc.) sur la possibilité de candidatures unitaires antilibérales, tant à la présidentielle qu’aux législatives qui suivront.
Un appel en ce sens a été lancé en mai 2006 par des personnalités, membres ou non de partis politiques et souvent proches des Collectifs du 29 mai (anciens Comités pour le non de gauche au référendum). Cet appel, intitulé « Pour un rassemblement anti-libéral de gauche et des candidatures communes, il y a urgence ! » a recueilli plus de 7 000 signataires ainsi que les signatures du Parti communiste français, du MARS, de la Gauche républicaine ou des Alternatifs).
À la suite de cet appel, de nombreux collectifs sont créés, pour une partie issus des collectifs du 29 mai, au niveau local, ainsi qu'un Collectif national d’initiative pour un rassemblement antilibéral de gauche et des candidatures communes.
Le PCF, favorable au principe d’une candidature unitaire. Il a lancé, par la voix de sa secrétaire nationale un appel en ce sens intitulé Pour un rassemblement antilibéral, le 1er mai 2006. Son congrès a décidé de s'engager pleinement dans le processus unitaire, en proposant Marie-George Buffet comme candidate potentielle pour ce rassemblement, décision réitérée lors de sa conférence nationale, les 21 et 22 octobre 2006 et approuvée lors d’un vote interne (à 96,43 %). La direction du parti a proposé qu’elle soit entourée d’un collectif unitaire de porte-parole, et elle-même a offert de se mettre en congé du PCF temporairement, afin d’éviter toute incompatibilité entre sa fonction et sa capacité à représenter toutes les forces du rassemblement.
La LCR, plus réservée, a choisi lors de sa conférence nationale des 24-25 juin d’annoncer la candidature d’Olivier Besancenot. Cependant, ce dernier avait alors indiqué que la LCR était ouverte à la perspective d’une candidature unitaire et qu’il retirerait sa candidature dans cette éventualité. Cette possibilité a cependant été éloignée à l'automne, la LCR mettant en avant ses désaccords politiques avec les textes adoptés par les collectifs.
D’autres, au sein de la LCR (Christian Picquet), du PCF (certains refondateurs dont Patrick Braouezec ou Roger Martelli) et particulièrement dans les autres organisations, souhaiteraient plutôt la candidature d’autres personnalités, non attachées à un parti ou une organisation, notamment celles de José Bové, Clémentine Autain, ou Yves Salesse qui se sont déclarés prêts à être candidats.
Parmi eux, Les Alternatifs, Alter Ekolo (tendance interne des Verts), une partie du réseau Convergence citoyenne et d'autres ont pris position pour la candidature de José Bové,.
Parmi les points de désaccord, outre la question du candidat, on trouve les relations avec le Parti socialiste : là où le PCF souhaite rassembler toute la gauche « sur une base antilibérale », en n’excluant pas le PS, la LCR pose comme préalable non négociable le refus de toute alliance, électorale, gouvernementale ou parlementaire avec ce dernier, considérant que le PS est un parti nécessairement social-libéral et qui ne pourrait donc pas mener une politique antilibérale. Ainsi, la LCR parle d’une « candidature unitaire à la gauche du PS » tandis que le PCF parle de « rassemblement antilibéral ». De même, la majorité de la LCR juge que le fait d’appeler à voter pour le candidat socialiste, s’il atteint le second tour, n’est « pas de principe », bien que la question la divise.
Le texte Ambition, stratégie, candidature adopté par les collectifs le 10 septembre à Saint-Denis stipule que les membres du collectif « ne seront pas d’un gouvernement dominé par le social-libéralisme qui, dans sa composition comme dans son projet, ne se donnerait pas les moyens de rompre enfin avec le libéralisme » et que : « Le Parti socialiste, notamment, a adopté un programme qui tourne le dos à une rupture franche avec le libéralisme. Il est hors de question, pour nous, de négocier sur cette base un contrat de gouvernement dont l’action, décevant une nouvelle fois, déboucherait inéluctablement sur le retour d’une droite plus dure encore. De même, il est hors de question d’accepter l’idée proposée par le PS d’une « fédération de la gauche » autour d’une telle orientation. » Ce texte n'est pas jugé satisfaisant, notamment par la LCR, car il refuse d'analyser et de constater la déviance du PS vers l'acceptation du libéralisme.
Lors de la réunion nationale des collectifs unitaires pour une alternative antilibérale, le 10 septembre 2006, les délégués des collectifs avaient décidé d'un calendrier, prévoyant le choix du candidat par consensus à la mi-novembre (l'échéance a ensuite été repoussée au 9 et 10 décembre).
Les 14 et 15 octobre, à Nanterre, une nouvelle rencontre nationale des collectifs a adopté un document programmatique intitulé « Ce que nous voulons ».
Huit candidats se sont proposés pour l'investiture par les collectifs : 
- Clémentine Autain (maire-adjointe apparentée PCF de Paris)
- José Bové (ancien porte-parole de la Confédération paysanne)
- Marie-George Buffet (secrétaire nationale du PCF)
- Patrick Braouezec (député PCF de la Seine-Saint-Denis)
- Michel Feuillebois
- Patrick Guillot
- Jack Harmand
- Yves Salesse (président de la Fondation Copernic, conseiller d'État).

Le 24 novembre, José Bové a annoncé le retrait « provisoire » de sa candidature, estimant que « le Parti communiste et la LCR ont pris la responsabilité de casser la dynamique unitaire et, par voie de conséquence, de renoncer à répondre aux attentes des couches populaires les plus frappées par les dégâts de la mondialisation libérale ».
La réunion du 9 et 10 décembre à l'Île-Saint-Denis a été houleuse et n'a pas réussi à établir un consensus. La direction du PCF estimait que la candidature de Marie-George Buffet (majoritaire dans les votes indicatifs des collectifs) était la meilleure et appelait à respecter le choix de ces collectifs. L'essentiel des autres organisations voulait une candidature qui puisse rassembler plus largement, sans toutefois avoir d'accord sur un nom. La décision a été de consulter à nouveau les collectifs dans les semaines à venir, sur les noms déjà proposés (Marie-George Buffet, Clémentine Autain, Yves Salesse) et sur d'autres noms évoqués les 9 et 10 (Claude Debons, Jean-Luc Mélenchon…). Le PCF a, lui, décidé, de consulter à nouveau ses adhérents le 20 décembre pour confirmer ou infirmer la proposition de candidature de Marie-George Buffet.
Les militants communistes ont choisi à 81,05 % (41 533 votes) de confirmer cette candidature. Le choix du retrait n'a obtenu que 18,90 % (9 683 votes), avec 2,02 % de votes blancs (1058 votes). La participation a été de 56,4 %, soit 52 302 votants. Les autres candidats et organisations ont dénoncé ce vote comme la signature de la fin de la dynamique unitaire. La rencontre prévue le 21 décembre entre les différentes organisations du rassemblement a conclu qu'il n'y aura pas de candidature du rassemblement antilibéral à la présidentielle de 2007. Néanmoins, Claude Debons, animateur du collectif national, a appelé les militants à poursuivre le mouvement, notamment lors d'une réunion nationale programmée les 20 et 21 janvier, malgré l'opposition du PCF à cette réunion.
En réaction à cette réunion, Olivier Besancenot, candidat de la LCR, a appelé la gauche antilibérale à se rassembler autour de sa candidature à la suite de la candidature de Marie-George Buffet.
Lors de la réunion des collectifs des 20 et 21 janvier, des délégués de 300 d'entre eux ont applaudi la déclaration de candidature de José Bové, qui a prévu de l'annoncer officiellement le 1er février. Yves Salesse, Claude Debons et Clémentine Autain ont exprimé leur réticence face à une division supplémentaire, tandis que le PCF a dénoncé cette désignation par une minorité de collectifs (lors de la réunion du 9 et 10 décembre, près de 800 collectifs étaient représentés). Le PCF a également rappelé qu'un grand nombre de collectifs s'était rallié à la candidature de Marie-George Buffet. Le collectif unitaire national a estimé que la légitimité de la réunion de Montreuil était « celle des présents », montrant que certains délégués l'étaient parfois sans avoir été validés par leur collectif, ou uniquement validé par une minorité.
Le 1er février 2007, lors d'une conférence de presse à Saint-Denis (Seine-Saint-Denis), José Bové a confirmé officiellement sa candidature. Il a cherché ainsi à se positionner au-dessus des autres candidats antilibéraux, puisqu'il fait partie des nombreuses personnalités sans parti politique mais cherchant à peser sur le scrutin. Le collectif unitaire national a cependant rappelé que José Bové n'était pas le candidat des collectifs et du rassemblement antilibéral, pas plus que Marie-George Buffet.
Deux candidats issus des collectifs antilibéraux (et signataires de l'appel du 10 mai) ont donc été représentés à l'élection présidentielle de 2007 : José Bové et Marie-George Buffet. Cependant, aucun des deux n'a été investi par les collectifs.
Le résultat final au premier tour fut très faible avec un score total des deux candidats (1,93 % pour Buffet et 1,32 % pour Bové) inférieur à celui de 2002 du seul PCF (3,37 %).

## Personnalités participantes
- Clémentine Autain (apparentée PCF)
- José Bové
- Patrick Braouezec (PCF)
- Éric Coquerel (MARS)
- Christian Picquet (courant minoritaire de la LCR)
- Yves Salesse (fondation Copernic)

En tant qu'observateurs :
- Jean-Luc Mélenchon (PRS)
- René Revol (PRS)
- Marie-George Buffet (PCF)
- Francine Bavay (Verts)